# Kroatiens herrlandslag i ishockey
Kroatiens herrlandslag i ishockey representerar Kroatien i ishockey för herrar. Laget ligger på 31:e platsen på IIHF:s världsrankinglista (2022) och spelade vid senaste världsmästerskapen i Division II B. Kroatien har aldrig deltagit i ett världsmästerskap på A-nivå och var hittills inte kvalificerade för olympiska vinterspelen.

## OS-turneringar
- 1992 - OS i Albertville, Frankrike - deltog ej
- 1994 - OS i Lillehammer, Norge - deltog ej
- 1998 - OS i Nagano, Japan - deltog ej
- 2002 - OS i Salt Lake City, USA - deltog ej
- 2006 - OS i Turin, Italien - kvalificerade sig inte
- 2010 - OS i Vancouver, Kanada - kvalificerade sig inte
- 2014 - OS i Sotji, Ryssland - kvalificerade sig inte
- 2018 – OS i Pyeongchang, Sydkorea – ej kvalificerade
- 2022 – OS i Peking, Kina – ej kvalificerade

Ovanstående lista är hämtad från Elite Prospects.

## VM-turneringar
- 1993 - C-VM kval i Slovenien/Kroatien (hemmaplan) - 2 matcher, 0 segrar, 0 oavgjorda, 2 förluster, 3 gjorda mål, 22 insläppta mål, 0 poäng.
- 1994 - C-VM kval i Kroatien (hemmaplan) - 2 matcher, 2 segrar, 0 oavgjorda, 0 förluster, 58 gjorda mål, 1 insläppt mål, 4 poäng.
- 1994 - C2-VM (D-VM) i Spanien - fyra, 6 matcher, 2 segrar, 0 oavgjorda, 4 förluster, 10 gjorda mål, 30 insläppta mål, 4 poäng.
- 1995 - C2-VM (D-VM) i Sydafrika - etta (guld), 7 matcher, 6 segrar, 1 oavgjord, 0 förluster, 54 gjorda mål, 19 insläppta mål, 13 poäng.
- 1996 - C-VM i Slovenien - åtta (sist), 7 matcher, 0 segrar, 0 oavgjorda, 7 förluster, 11 gjorda mål, 71 insläppta mål, 0 poäng.
- 1997 - D-VM i Andorra - etta (guld), 6 matcher, 4 segrar, 1 oavgjord, 1 förlust, 18 gjorda mål, 9 insläppta mål, 9 poäng.
- 1998 - C-VM i Ungern - femma, 6 matcher, 1 seger, 3 oavgjorda, 2 förluster, 12 gjorda mål, 16 insläppta mål, 5 poäng.
- 1999 - C-VM i Nederländerna - femma, 5 matcher, 2 segrar, 1 oavgjord, 2 förluster, 31 gjorda mål, 19 insläppta mål, 5 poäng.
- 2000 - C-VM i Kina - trea (brons), 4 matcher, 1 seger, 1 oavgjord, 2 förluster, 23 gjorda mål, 13 insläppta mål, 3 poäng.
- 2001 - VM Division I i Slovenien - fyra, 5 matcher, 1 seger, 1 oavgjord, 3 förluster, 17 gjorda mål, 45 insläppta mål, 3 poäng.
- 2002 - VM Division I i Nederländerna - femma (näst sist), 5 matcher, 1 seger, 0 oavgjorda, 4 förluster, 6 gjorda mål, 32 insläppta mål, 2 poäng.
- 2003 - VM Division I i Kroatien (hemmaplan) - sexa (sist), 5 matcher, 1 seger, 0 oavgjorda, 4 förluster, 10 gjorda mål, 35 insläppta mål, 2 poäng.
- 2004 - VM Division II i Spanien - tvåa (silver), 5 matcher, 4 segrar, 0 oavgjorda, 1 förlust, 32 gjorda mål, 6 insläppta mål, 8 poäng.
- 2005 - VM Division II i Kroatien (hemmaplan) - etta (guld), 5 matcher, 5 segrar, 0 oavgjorda, 0 förluster, 46 gjorda mål, 6 insläppta mål, 10 poäng.
- 2006 - VM Division I i Estland - sexa (sist), 5 matcher, 0 segrar, 0 oavgjorda, 5 förluster, 11 gjorda mål, 35 insläppta mål, 0 poäng.
- 2007 - VM Division II i Kroatien (hemmaplan) - etta (guld), 5 matcher, 5 segrar, 0 förluster, 0 sudden deaths-/straffläggningssegrar, 0 sudden deaths-/straffläggningsförluster, 58 gjorda mål, 10 insläppta mål, 15 poäng.
- 2008 - VM Division I i Japan - femma (näst sist), 5 matcher, 0 segrar, 4 förluster, 1 sudden deaths-/straffläggningsseger, 0 sudden deaths-/straffläggningsförluster, 5 gjorda mål, 15 insläppta mål, 2 poäng.
- 2009 - VM Division I i Litauen - femma (näst sist), 5 matcher, 1 seger, 4 förluster, 0 sudden deaths-/straffläggningssegrar, 0 sudden deaths-/straffläggningsförluster, 11 gjorda mål, 25 insläppta mål, 3 poäng.
- 2010 - VM Division I i Slovenien - sexa (sist), 5 matcher, 0 segrar, 5 förluster, 0 sudden deaths-/straffläggningssegrar, 0 sudden deaths-/straffläggningsförluster, 4 gjorda mål, 33 insläppta mål, 0 poäng.
- 2011 - VM Division II i Kroatien (hemmaplan) - tvåa (silver), 5 matcher, 4 segrar, 1 förlust, 0 sudden deaths-/straffläggningssegrar, 0 sudden deaths-/straffläggningsförluster, 53 gjorda mål, 10 insläppta mål, 12 poäng.
- 2012 - VM Division II Grupp A i Island - trea (brons), 5 matcher, 3 segrar, 2 förluster, 0 sudden deaths-/straffläggningssegrar, 0 sudden deaths-/straffläggningsförluster, 27 gjorda mål, 13 insläppta mål, 9 poäng.
- 2013 - VM Division II Grupp A i Kroatien (hemmaplan) - etta (guld), 5 matcher, 5 segrar, 0 förluster, 0 sudden deaths-/straffläggningssegrar, 0 sudden deaths-/straffläggningsförluster, 27 gjorda mål, 8 insläppta mål, 15 poäng.
- 2014 - VM Division I Grupp B i Litauen - tvåa (silver), 5 matcher, 3 segrar, 1 förlust, 1 sudden deaths-/straffläggningsseger, 0 sudden deaths-/straffläggningsförluster, 16 gjorda mål, 9 insläppta mål, 11 poäng.
- 2015 - VM Division I Grupp B i Nederländerna - fyra, 5 matcher, 2 segrar, 2 förluster, 0 sudden deaths-/straffläggningssegrar, 1 sudden deaths-/straffläggningsförlust, 17 gjorda mål, 20 insläppta mål, 7 poäng.
- 2016 - VM Division I Grupp B i Kroatien - fyra, 5 matcher, 2 segrar, 2 förluster, 1 sudden deaths-/straffläggningsseger, 0 sudden deaths-/straffläggningsförluster, 21 gjorda mål, 17 insläppta mål, 8 poäng.
- 2017 - VM Division I Grupp B, femma 5 matcher, 1 seger, 4 förluster, 0 förlängning-/straffsegrar,  0 förlängning-/strafförluster, 14 gjorda mål, 17 insläppta mål,  3 poäng
- 2018 - VM Division I Grupp B, sexa 5 matcher, 1 seger, 4 förluster, 0 förlängning-/straffsegrar,  0 förlängning-/strafförluster,  11 gjorda mål,  21 insläppta mål, 3 poäng
- 2019 - VM Division II Grupp A, tvåa 5 matcher, 3 segrar, 1 förlust, 1 förlängning-/straffseger,  0 förlängning-/strafförluster,  19 gjorda mål,  9 insläppta mål,  11 poäng
- 2022 - VM Division II Grupp A, trea 4 matcher, 1 seger, 2 förluster, 1 förlängning-/straffseger,  0 förlängning-/strafförluster,  9 gjorda mål,  12 insläppta mål,  5 poäng

Data till ovanstående lista är hämtad från Elite Prospects

## VM-statistik

### 1993-2006
| VM-Turneringar    | Matcher | Segrar | Oavgjorda | Förluster | Gjorda mål | Insläppta mål | Poäng |
| ----------------- | ------- | ------ | --------- | --------- | ---------- | ------------- | ----- |
| A-VM              | 0       | 0      | 0         | 0         | 0          | 0             | 0     |
| B-VM/Division I   | 20      | 3      | 1         | 16        | 44         | 147           | 7     |
| C-VM/Division II  | 32      | 13     | 5         | 14        | 155        | 131           | 31    |
| D-VM/Division III | 19      | 12     | 2         | 5         | 82         | 58            | 26    |

### 2007-
| VM-Turneringar | Matcher | Segrar | Förluster | Sudden deaths-/Straffläggningssegrar | Sudden deaths-/Straffläggningsförluster | Gjorda mål | Insläppta mål | Poäng |
| -------------- | ------- | ------ | --------- | ------------------------------------ | --------------------------------------- | ---------- | ------------- | ----- |
| VM             | 0       | 0      | 0         | 0                                    | 0                                       | 0          | 0             | 0     |
| Division I     | 35      | 9      | 22        | 3                                    | 1                                       | 88         | 135           | 34    |
| Division II    | 20      | 17     | 3         | 0                                    | 0                                       | 155        | 41            | 51    |
| Division III   | 0       | 0      | 0         | 0                                    | 0                                       | 0          | 0             | 0     |

- ändrat poängsystem efter VM 2006, där seger ger 3 poäng istället för 2 och att matcherna får avgöras genom sudden death (övertid) och straffläggning vid oavgjort resultat i full tid. Vinnaren får där 2 poäng, förloraren 1 poäng.

## Profiler
- Joel Prpic
- Borna Rendulić